# Ваенга, Елена Владимировна
Еле́на Влади́мировна Ва́енга (настоящая фамилия — Хрулёва; род. 27 января 1977, Североморск, Мурманская область, СССР) — российская эстрадная певица, автор песен, актриса. Заслуженная артистка Российской Федерации (2025), заслуженная артистка Республики Марий Эл (2017).
Лауреат премий «Шансон года», внучка контр-адмирала Василия Семёновича Журавеля.
Победительница второго сезона «Фантастики»
Ваенга — название реки на Кольском полуострове. Родной для Елены город Североморск до 18 апреля 1951 года делился на Верхнюю и Нижнюю Ваенгу. В основе названия и псевдонима — саамское слово «олениха» (кильд. саам. вайонгг). Псевдоним придуман её матерью.

## Биография
Родилась 27 января 1977 года в Североморске. Петь и обучаться музыке начала с трёх лет.
Мать по образованию химик, отец — инженер, работали в посёлке Вьюжный на судоремонтном заводе «Нерпа».
Дед со стороны матери — контр-адмирал Северного флота Василий Семёнович Журавель, он упоминается в книге «Знаменитые люди Санкт-Петербурга». Бабушка Надежда Георгиевна Журавель (её крёстная) (1927-4.2.2024). Про бабушку у Ваенги есть песня: «Моя бабушка читает мысли…». Родители отца — коренные петербуржцы, пережили блокаду Ленинграда. Дед по линии отца — зенитчик, во время Великой Отечественной войны воевал под Ораниенбаумом, а бабушка по линии отца была врачом в госпитале в блокадном Ленинграде.
У Ваенги есть младшая сестра Татьяна, работающая в дипломатической сфере.

### Личная жизнь
Гражданский муж на протяжении 16 лет с 1995 по 2011 год — Иван Иванович Матвиенко (род. 1957) — продюсер певицы.
10 августа 2012 года Ваенга родила сына Ивана.
30 сентября 2016 года вышла замуж за Романа Садырбаева.

## Творческая деятельность
Первую песню «Голуби» написала в 9 лет, стала победительницей Всесоюзного конкурса молодых композиторов на Кольском полуострове. После школы приехала в Санкт-Петербург, где окончила музыкальное училище им. Н. А. Римского-Корсакова по классу фортепиано, получив диплом педагога-концертмейстера. Некоторое время преподавала музыку в школе. Факультативно занималась вокалом и участвовала в детских музыкальных конкурсах. С детства мечтала стать актрисой, поэтому после музыкального училища поступила в Театральную академию (ЛГИТМИК) на курс Г. Тростянецкого, но проучилась лишь два месяца, так как её пригласили в Москву записывать первый альбом. В Санкт-Петербурге Ваенга узнала, что в Балтийском институте экологии, политики и права на кафедре театрального искусства набирает курс П. С. Вельяминов, и в 2000 году пошла учиться к нему. Окончив курс, получила диплом по специальности «драматическое искусство». Выступила в антрепризном спектакле «Свободная пара» в паре с однокурсником Андреем Родимовым (режиссёр Екатерина Шимилёва).
Концертирует с девятнадцати лет. Лауреат петербургского конкурса «Шлягер года 1998» с песней «Цыган», «Достойная песня 2002».
Популярность пришла к Ваенге в 2005 году с выходом альбома «Белая птица», в котором было много хитов: «Желаю», «Аэропорт», «Тайга», «Шопен» и заглавная композиция, на которую вышел клип.
В 2009 году состоялся первый большой гастрольный тур Ваенги. 28 ноября 2009 года Ваенга получила свой первый приз «Золотой граммофон» за песню «Курю».
4 декабря 2010 года получила во второй раз премию «Золотой граммофон» за песню «Аэропорт». В том же году впервые стала лауреатом фестиваля «Песня года», исполнив композицию «Абсент». 12 ноября дала первый сольный концерт в Государственном Кремлёвском дворце, трансляция которого прошла на «Первом канале» 7 января 2011 года.
В 2011 году Ваенга приняла участие в церемонии премии «Шансон года» в Кремле, где исполнила песни «Оловянное сердце» и «Девочка». В январе 2011 года она победила Леонида Агутина в телепередаче «Музыкальный ринг» на канале «НТВ», набрав почти в пять раз больше голосов слушателей.
26 ноября 2011 года в третий раз получила премию «Золотой граммофон» за песню «Клавиши», на концерте в Кремле исполнила композицию «Шопен». 21 декабря 2011 года в третий раз дала концерт в Кремле. В 2012 году на «Золотой граммофон» претендовали песни «Шопен» и «Где была».
В 2011 году Ваенга дала 150 афишных концертов, гастролировала в США, Германии, Израиле.
Периодически играет в спектакле «Свободная пара» совместно с Андреем Родимовым.
В репертуаре певицы — собственные песни, старинные и современные романсы, баллады и народные песни, а также песни на стихи классиков, таких, как Сергей Есенин («Задымился вечер») и Николай Гумилёв («Жираф», «Шут»)
В 2014 году Ваенга стала одним из членов жюри шоу Первого канала «Точь-в-точь».
27 ноября 2015 года состоялся сольный концерт Ваенги в Государственном Кремлёвском дворце, где она выпустила новую программу и представила новый альбом.
28, 30 января и 1 февраля 2018 года была представлена новая концертная программа на концертах, посвящённых ко дню рождения в БКЗ «Октябрьский» Санкт-Петербурга.
10 сентября 2018 вышла композиция «Цветы», немного позднее был выпущен дуэтный альбом певицы.
В 2020 году дебютировала в роли наставника проекта «Голос. 60+».
в 2022 году в шоу «Голос 60+» привела участницу своей команды Раису Дмитренко к победе.
В 2021 году участвовала в шестом сезоне шоу «Три аккорда», исполнив песню Михаила Круга «Золотые купола» в образе бородатого монаха.

## Награды и номинации

### Музыкальные премии
| Год  | Награда                                     | Номинированная работа        | Категория              | Результат |
| ---- | ------------------------------------------- | ---------------------------- | ---------------------- | --------- |
| 2009 | Золотой граммофон (Москва, Санкт-Петербург) | «Курю»                       | Песня                  | Победа    |
| 2010 | 20 лучших песен                             | «Аэропорт»                   | Песня                  | Победа    |
| 2010 | Песня года                                  | «Абсент»                     | Песня                  | Победа    |
| 2010 | Золотой граммофон (Москва, Санкт-Петербург) | «Аэропорт»                   | Песня                  | Победа    |
| 2010 | Премия Piter FM                             | Елена Ваенга                 | Певица                 | Победа    |
| 2011 | Шансон года                                 | Елена Ваенга                 | Певица                 | Победа    |
| 2011 | Песня года                                  | «Шопен»                      | Песня                  | Победа    |
| 2011 | Золотой граммофон (Москва, Санкт-Петербург) | «Клавиши»                    | Песня                  | Победа    |
| 2011 | Премия Piter FM                             | Елена Ваенга                 | Певица                 | Победа    |
| 2011 | Премия Муз-ТВ                               | Елена Ваенга                 | Лучшая исполнительница | Номинация |
| 2012 | Шансон года                                 | Елена Ваенга                 | Певица                 | Победа    |
| 2012 | Песня года                                  | «Где была»                   | Песня                  | Победа    |
| 2012 | Золотой граммофон (Москва, Санкт-Петербург) | «Где была»                   | Песня                  | Победа    |
| 2013 | Шансон года                                 | Елена Ваенга                 | Певица                 | Победа    |
| 2013 | Золотой граммофон (Санкт-Петербург)         | «Невеста»                    | Песня                  | Победа    |
| 2014 | Шансон года                                 | Елена Ваенга                 | Певица                 | Победа    |
| 2014 | Золотой граммофон (Санкт-Петербург)         | «Нева» (дуэт с И. Бусулисом) | Песня                  | Победа    |
| 2015 | Шансон года                                 | Елена Ваенга                 | Певица                 | Победа    |
| 2016 | Шансон года                                 | Елена Ваенга                 | Певица                 | Победа    |
| 2016 | Реальная премия MusicBox                    | Елена Ваенга                 | Городской романс       | Номинация |
| 2016 | Российская национальная музыкальная премия  | «Леди Ди»                    | Городской романс       | Номинация |
| 2016 | Звезды дорожного радио                      | Елена Ваенга                 | Певица                 | Победа    |
| 2017 | Реальная премия MusicBox                    | Елена Ваенга                 | Городской романс       | Номинация |
| 2022 | Звезды дорожного радио                      | Елена Ваенга                 | Певица                 | Победа    |

### Другие награды
- Медаль «За укрепление боевого содружества»[29];
- Медаль «Участнику военной операции в Сирии»[30];
- Орден Почёта Кузбасса (18 марта 2016 года);
- Медаль «За веру и добро» (Медаль № 15372, Постановление губернатора Кемеровской области от 16 августа 2010 года)[31];
- Почётный знак «За заслуги перед Санкт-Петербургом» (25 сентября 2013 года)[32][33];
- Нагрудные знаки УФМС России по Санкт-Петербургу и Ленинградской области «За заслуги» I и II степени;
- Почётный знак «20 лет вывода советских войск из Афганистана»;
- Медаль «к 110-летию со дня рождения Сергея Есенина»;
- Памятная медаль «День защитника Отечества» (Решение Законодательного собрания Санкт-Петербурга от 21 февраля 2009 № 17/3);
- Медаль «За возрождение Донского казачества» (Приказ атамана «Всевеликого войска Донского» от 17 марта 2009 года);
- Медаль «За казачью волю» (Приказ казачьего общества Нижне-Донского корпуса от 16 марта 2010 года № 25);
- Заслуженная артистка Республики Адыгея (17.11.2016)[34];
- Заслуженная артистка Республики Марий Эл (15.03.2017)[35];
- Заслуженная артистка Российской Федерации (10.02.2025)[1][36].

## Мнения

### Положительные
«Елена Ваенга широкой публике стала известна в прошлом году. До этого её в основном слушала питерская публика. Ваенга такой же феномен, как и Григорий Лепс. То ли попса с человеческим лицом, то ли опопсовленный шансон», — охарактеризовал музыкальный стиль Елены Артемий Троицкий в интервью «Антенне». «Для меня очевидно, что попса уже вызывает у публики сильное отвращение и нежелание слушать „фабрики звёзд“, — отметил критик. — Елена — хорошая певица, искренняя, с несомненным артистическим дарованием и живым голосом. Она стремится к содержательности своих песен. Считаю, что это положительная тенденция». «Стас Михайлов и Елена Ваенга — яркие примеры того, как выбор слушателей порой отличается от того, что им навязывают радио и телевидение, — поделился своими наблюдениями продюсер Иосиф Пригожин. — Оказалось, что на шансон есть спрос. Исполнители в этом стиле заняли неформатную нишу, которая раньше принадлежала рок-музыкантам. Тексты их песен понятны, при этом хиты не слеплены по отработанной в поп-музыке схеме».
Вадим Пономарёв, также известный как Гуру Кен, прокомментировал обвинения рядовых пользователей Интернета в плагиате, выдвигаемые против Ваенги, в частности, в плане некоторой похожести мелодии песни «Аэропорт» на «Лодочку» Саруханова. «Чужая мелодия в творчестве Ваенги просматривается лишь в случае с песней Саруханова „Лодочка, плыви“, — считает эксперт. — Но это только в начале куплета. Дальше совершенно самостоятельная линия, и она более эмоциональная, чем у Саруханова. Говорить о плагиате некорректно. Скорее творческое переосмысление. Что касается других композиций, там схожесть по гармонической сетке, но эти стандартные пять аккордов есть в песнях всех исполнителей. Если переложить разные известные песни на клавир (нотная запись. — М. С. Ш.), то не отгадаете, кто это сочинил — Тухманов, Зацепин или Ваенга. Феномен Елены в том, что она занимается переосмыслением нашего эстрадного прошлого на современный лад. И она заняла то дефицитное место, ставшее пустым после ухода Пугачёвой со сцены, которая в конце 1970-х — начале 1980-х эксплуатировала образ несчастной женщины. Когда я пришёл на концерт Ваенги и услышал её музыкантов, понял, что это та самая живая музыка, тот эстрадный ансамбль, который звучал в СССР».
Илья Резник и Раймонд Паулс положительно оценили деятельность Ваенги. «Елена — замечательная певица, — поделился впечатлениями Раймонд Паулс с „Комсомолкой“. — На фоне любителей петь под фонограмму она воспринимается как чудо. Не люблю сравнений. Но мне Лена очень напомнила раннюю Аллу Пугачёву». Паулс и Резник планируют писать песни для Елены Ваенги. По словам Резника: «Леночка Ваенга — замечательная певица! Мы в неё влюблены с Раймондом в хорошем смысле слова. Нам нужна была певица, которая могла бы воплотить наши идеи. Мы трудоголики и то, что явилась Лена — это, конечно, большая удача. Счастливое совпадение — она искала нас — и мы нашли её. На концерте в Барвихе Лена, узнав, что я в зале, встала на колени и попросила, чтобы мы с Паулсом написали для неё хоть одну песню. Это было так искренне, так трогательно… И вот музыка уже пишется, стихи тоже». Однако, когда песни были написаны, Ваенга отказалась их покупать, сославшись на дороговизну стихов Резника.
По мнению Владимира Преснякова-старшего, Елена Ваенга может прийти[когда?]

 на смену Пугачёвой. В одном из интервью музыкант заявил: «Успех Лены был неизбежен. Ваенга очень талантлива. Очень искренна. И она, конечно, не из „поющих трусов“. Она повзрослее немножко. Но не хотелось бы, чтобы она стала частью этого шоу-бизнеса. Это губит любого, даже самого талантливого артиста. Хотя, Лена скромная, у неё была трудная жизнь. Она, как и „Beatles“ когда-то, как бочка с порохом, нужно было спичку только кинуть. Потому что подобных ансамблей, оказывается, в Ливерпуле, в Англии было совсем даже немало. Но вот именно „Beatles“ стали популярны. И вот Лена Ваенга поначалу писала за 50, а если повезёт, то за 100 долларов песни для каких-то певичек. А потом и сама запела. Поняла, что поёт не хуже других. Я в первый раз услышал Ваенгу в интернете. Она меня сходу зацепила. Это была песня „Оловянное сердце“. Чистый шансон… Ну, вроде не мой жанр. Но вдруг что-то защемило. Она мне предложила сделать аранжировки к её песням, чтобы я сделал инструментальные версии. Вот у меня пока не доходят руки, может сделаем ещё…».
Сергей Шнуров также позитивно высказался о Ваенге: «Вот есть Елена Ваенга. Ты посмотри её выступления — это абсолютное попадание в свою целевую аудиторию. Эта та самая женщина, которая входит в горящую избу. Ваенга — абсолютно русский типаж, она идёт этому ландшафту. Когда ты едешь по трассе Москва — Петербург и видишь эти покошенные избушки, ну какая там Полина Гагарина? Ваенга там играет!»

### Критика
По мнению музыкального критика Николая Фандеева, Ваенга — певица с самыми средними вокальными данными, а её репертуар — кабацкая дрянь и плагиат. Он также отмечает, что певицу сейчас слишком активно ротируют на радио, но считает это положительным явлением, потому что «чем больше её будет, тем быстрее она всем надоест».
Крайне негативно отозвался о творчестве певицы Евгений Гришковец.[значимость факта?] В своём блоге он написал о концерте Ваенги: «На Первом канале шёл концерт какой-то певицы, которая исполняла какие-то совершенно кабацкие песни и читала отвратительные стишки собственного сочинения. Стишки, исполнение и исполнительница были одинаково вульгарны». По мнению Гришковца, Ваенга «искренне заблуждается», думая, что пишет стихи.
Музыкальный критик Алексей Мажаев в рецензии на альбом дуэтов 2018 года назвал Ваенгу «инди-исполнителем», «как бы странно это ни звучало»: «С самого начала карьеры она пела, что хотела, и предоставляла зрителю право самому решить, полюбит он это или нет. (…) Елена Ваенга — одна из немногих поп-звёзд, от альбомов которой всякий раз не знаешь чего ждать».
Сама Елена Ваенга не считает себя ни поэтессой, ни профессиональным композитором, а считает лишь обычным автором-исполнителем.

## Политические взгляды
В августе 2011 года Ваенга выступила на митинге-концерте в поддержку губернатора Санкт-Петербурга Валентины Матвиенко, которая баллотировалась на муниципальных выборах, чтобы получить возможность попасть в Совет Федерации. По словам секретаря политсовета регионального отделения «Единой России», главы заксобрания города Вадима Тюльпанова, она и другие артисты приняли участие в мероприятии бесплатно после его звонка.
Во время президентской предвыборной кампании 2012 года поддержала кандидатуру Владимира Путина и снялась в видеоролике из серии «Почему я голосую за Путина».
В 2022 году поддержала вторжение России на Украину, принимала участие в концертах в поддержку российской агрессии. 7 января 2023 года, из-за вторжения на Украину, внесена в санкционный список Украины лиц «которые публично призывают к агрессивной войне, оправдывают и признают законной вооружённую агрессию РФ против Украины, временную оккупацию территории Украины». Предполагается блокировка активов на территории страны, приостановка выполнения экономических и финансовых обязательств, прекращение культурных обменов и сотрудничества, лишение украинских госнаград.

## Опубликованное

### Дискография
- 2003 — «Портрет»
- 2003 — «Флейта 1»
- 2005 — «Флейта 2»
- 2005 — «Белая птица»
- 2006 — «Шопен»
- 2007 — «Абсент»
- 2007 — «Дюны»
- 2008 — «Клавиши»
- 2012 — «Лена»
- 2015 — «New»
- 2018 — «1+1 (Дуэты)»
- 2021 — «#ре#ля»

### Видеоклипы
- 1999 — «Птичка» (под псевдонимом «Соломея»)
- 2000 — «Длинные коридоры» (под псевдонимом «Нина»)
- 2003 — «Мы попали с тобой под дождь»
- 2007 — «Дюны»
- 2008 — «Белая птица»

### DVD
- 2007 — «Концерт в день рождения»
- 2008 — «Ледяное сердце»
- 2009 — «Желаю солнца»
- 2009 — «Ледяное сердце 2»
- 2011 — «Белая птица»

### Книги
- Ваенга Е. Елена Ваенга : [стихи]. — М.: Квадро-диск : РМГ Пресс, 2011. — 21 с. — (Музыкальная коллекция МК; Аллея шансона). — 60 000 экз. — ISBN 978-5-4321-0007-8.
- 2011 г. «Вып. 2. Ваенга» с. 150, ISBN 5-903748-46-5, ISBN 978-5-903748-46-4[56]